# Dietrich Arndt
Dietrich Arndt (* 13. Februar 1935 in Wörbzig; † 17. August 2018) war ein deutscher Mediziner. Er war Facharzt für Innere Medizin, Arbeitsmedizin und Umweltmedizin. Er lebte und arbeitete in Berlin und war auch als Autor tätig.

## Leben und Wirken
Sein Vater Hermann Arndt war als Buchhalter auf dem Rittergut Wörbzig tätig, bis ihn die sowjetische Geheimpolizei GPU 1945 in mehrere Internierungslager verschleppte, wo er im Speziallager Nr. 1 in Mühlberg/Elbe mit 47 Jahren verstarb.
Der evangelisch getaufte und konfirmierte Dietrich Arndt besuchte zunächst die Volksschule in Wörbzig und danach die Oberschule in der Kreisstadt Köthen, wo er 1953 an der Goethe-Oberschule sein Abitur bestand. Er studierte bis 1958 an der Humboldt-Universität zu Berlin Humanmedizin und legte dort sein Staatsexamen ab. Nach Pflichtassistenz im Kreiskrankenhaus Köthen und nach einem praktischen Jahr als Leiter der Staatlichen Arztpraxis in Gröbzig/Anhalt siedelte er nach Ost-Berlin über, wo er im Städtischen Krankenhaus im Friedrichshain eine Ausbildung zum Facharzt für Innere Medizin und später im Deutschen Zentralinstitut für Arbeitsmedizin (DZA) eine solche zum Facharzt für Arbeitsmedizin erhielt.
Sein wissenschaftlicher Weg begann 1965 im DZA und wurde 1970 in der Funktion eines Chefarztes der Klinischen Abteilung in der damaligen Staatlichen Zentrale für Strahlenschutz – dem späteren Staatlichen Amt für Atomsicherheit und Strahlenschutz – fortgesetzt.
Er promovierte 1960 mit der tierexperimentellen Dissertationsschrift Über die fibrogene Wirkung von Tridymit in der Rattenlunge nach einmaliger intratrachealer Applikation zum Dr. med. und habilitierte sich 1985 mit einem Thema zur Diagnostik und Begutachtung von Gesundheitsschäden nach Strahlentherapie.
Nach der Wende wurde der in der DDR politisch Unbelastete als Chefarzt in das Bundesgesundheitsamt übernommen, wo er seine strahlen- und umweltmedizinischen Untersuchungen noch intensivierte. Von 1991 bis 1996 war er berufenes Mitglied des Medizin-Ausschusses der Strahlenschutzkommission beim Bundesumweltministerium. 1995 erhielt er als Lehrbeauftragter für Strahlenbiologie und Strahlenschutzmedizin an der Charité die akademische Würde eines außerplanmäßigen Professors und im gleichen Jahr die Zusatzbezeichnung Umweltmedizin. Zuletzt war Arndt stellvertretender Leiter des Zentrums Gentechnologie am Robert Koch-Institut Berlin. In dieser Funktion hat er im Jahre 2000 das vielbeachtete Symposium „Fortpflanzungsmedizin in Deutschland“ des Bundesministeriums für Gesundheit vorbereitet und durchgeführt.
Zuletzt arbeitete er noch als ärztlicher Gutachter für berufliche Strahlenschäden in seiner Praxis in Berlin-Biesdorf.
Von 2001 bis 2005 war er Vorsitzender der Berliner Wissenschaftlichen Gesellschaft e. V., danach wirkte er weiter in deren Vorstand mit.
Dietrich Arndt war verheiratet und Vater von drei Kindern. Er starb am 17. August 2018 mit 83 Jahren.

## Werke
Arndt hat rund 190 wissenschaftliche Zeitschriften- und Buchartikel als Erst- oder Koautor verfasst, mehrere Monographien herausgegeben und mehr als 200 Vorträge auf wissenschaftlichen Veranstaltungen gehalten.
Seit Mai 1997 betätigte er sich nebenbei schriftstellerisch und war seit 1999 Mitglied des Bundesverbandes Deutscher Schriftstellerärzte. Teile seines umfangreichen poetischen Schaffens sind in vier Gedichtbänden erschienen:
- Im Stau: Teil I (1999); Teil II (2000)
- Gereimtes Leben (2006)
- Der zweigeteilte Himmel eines Poeten (2011)

## Auszeichnungen / Ehrungen
- 1987 erhielt er den Walther-Friedrich-Preis der Gesellschaft für Medizinische Radiologie für die Erarbeitung neuer Rechtsvorschriften für die Strahlentherapie.
- Für seine „besonderen Verdienste um die Wissenschaft im Sinne des Wiedervereinigungsprozesses“ wurde ihm im September 2007 vom Bundespräsidenten das Verdienstkreuz 1. Klasse des Verdienstordens der Bundesrepublik Deutschland verliehen.
- Im Mai 2012 wurde sein Gedichtband "Der zweigeteilte Himmel eines Poeten" mit dem Horst Joachim Rheindorf-Literaturpreis des Bundesverbandes Deutscher Schriftsteller-Ärzte ausgezeichnet.[2]